# Maçanet de Cabrenys
Maçanet de Cabrenys település Spanyolországban, Girona tartományban. Maçanet de Cabrenys Darnius, Sant Llorenç de la Muga, Albanyà, Saint-Laurent-de-Cerdans, Amélie-les-Bains-Palalda, Reynès, Céret, Maureillas-las-Illas és Coustouges községekkel határos. Lakosainak száma 772 fő (2024).

## Népesség
A település népessége az elmúlt években az alábbi módon változott:
| Lakosok száma | 453  | 1609 | 1252 | 926  | 743  | 721  | 729  | 781  | 688  | 772  |
|               | 1717 | 1887 | 1936 | 1960 | 1986 | 2004 | 2009 | 2014 | 2019 | 2024 |